# イトヒラアジ
イトヒラアジ（学名:Carangichthys dinema）は、アジ科に属する沿岸性の海水魚である。生息域はインド洋と太平洋西部の熱帯、亜熱帯域に散在し、生息域の西部では南アフリカ、東部では日本やサモア、南部ではインドネシアといった国々でみられる。背鰭の基部には特徴的な一連の黒い長方形の斑点が存在する。かなり大型の種であり、最大で全長85cm、体重2.6kgに達した記録がある。サンゴ礁や岩礁、湾、三角江などの浅い沿岸海域でみられ、主に小型の魚や底生の甲殻類を捕食する。その他の生態や繁殖についてはまだ分かっていない。漁業においてはほとんど重要性はないが、時々トロール漁などで混獲され、食用とされる。

## 分類
本種はオランダの魚類学者ピーター・ブリーカーによって、インドネシア、ジャワ島のジャカルタから得られた標本をホロタイプとして1851年に初めて記載された。彼は本種をCarangoides dinema と命名し、ヨロイアジ属(Carangoides )に分類した。種小名はラテン語で「2」を意味する"dis"と、ギリシャ語で「糸」を意味する"nema"を合わせたもので、本種のひれの形態に由来する。
本種の帰属については本種およびテンジクアジをCarangichthys属(イトヒラアジ属)にする考えとCarangoides属に含む考えがあるが、後者はいわゆる「ゴミ箱分類群」とされており、リュウキュウヨロイアジやマルヒラアジ、ホシカイワリから果てはカイワリまで本属に含められてきたものであり、現在Carangoides属は2種を含むものの、それ以外の種はいずれも別属とされた。
日本国内では多くの文献、書籍などでCarangichthysが使用されてきたが、近年は海外でもこの属が使用されつつある。

## 形態

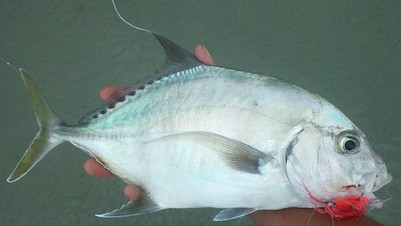
背鰭が伸長することが本種の特徴である。

多くの同属他種と同様に強く側偏した卵形の体型をもつ。大型の種であり、最大で全長85cm、体重2.6kgに達した記録がある。背側の輪郭はかなりふくらんでいる一方、腹側の輪郭はそれほどふくらんでいない。項部の輪郭はほぼ直線状になっている。体高が高く、体長の40% 以上となっている。背鰭は二つの部分に分かれており、第一背鰭は8棘、第二背鰭は1棘、17-19軟条である。第二背鰭の突出部（第一軟条）は伸長し、その長さは頭部長よりも長くなっている。臀鰭には前方に2本の遊離棘がある。遊離棘をのぞくと臀鰭は1棘、15-17軟条。本種の臀鰭はそれほど伸長しないが、同属でよく似たテンジクアジ(C. oblongus)の臀鰭は伸長し、この点で両種を区別できる。細い尾柄をもち、尾鰭は深く二叉する。側線は前方でゆるやかに湾曲し、直線部と曲線部の交点は第二背鰭の第10から第12軟条の下部にある。側線曲線部は直線部よりわずかに長く、60から63の鱗が存在する。一方で側線直線部には0から6の鱗と、23から30の稜鱗（アジ亜科に特有の鱗）が存在する。胸部腹側は、腹鰭の始点から胸鰭の基底部にかけて鱗がないが、まれにその無鱗域が縦帯状の有鱗域で分断されることもある。両顎には小さな歯からなる歯列が存在し、その幅は前方で広くなる。またその他に、上顎外側には比較的大型の歯が不規則に連続して存在する。大型個体ではこの不規則な大型歯が下顎にもみられる。鰓耙数は24から28、椎骨数は24である。
生きている時の体色は、背部で青緑色であり腹部にかけて銀白色になっていく。第二背鰭の基部には一連の黒褐色で長方形の斑が存在し、後方にかけてその斑は大きくなっていく。鰓蓋にも黒褐色でぼんやりとした斑が存在する。第一背鰭は青白色から薄黒い色であり、第二背鰭の突出部は薄黒く軟条の端は黄色味を帯びる。臀鰭の縁は白青色である。尾鰭は上葉で黄色味を帯びる一方後端と下葉の先端では青白色である。胸鰭は透明で、腹鰭は白色から薄い黒色である。

## 分布

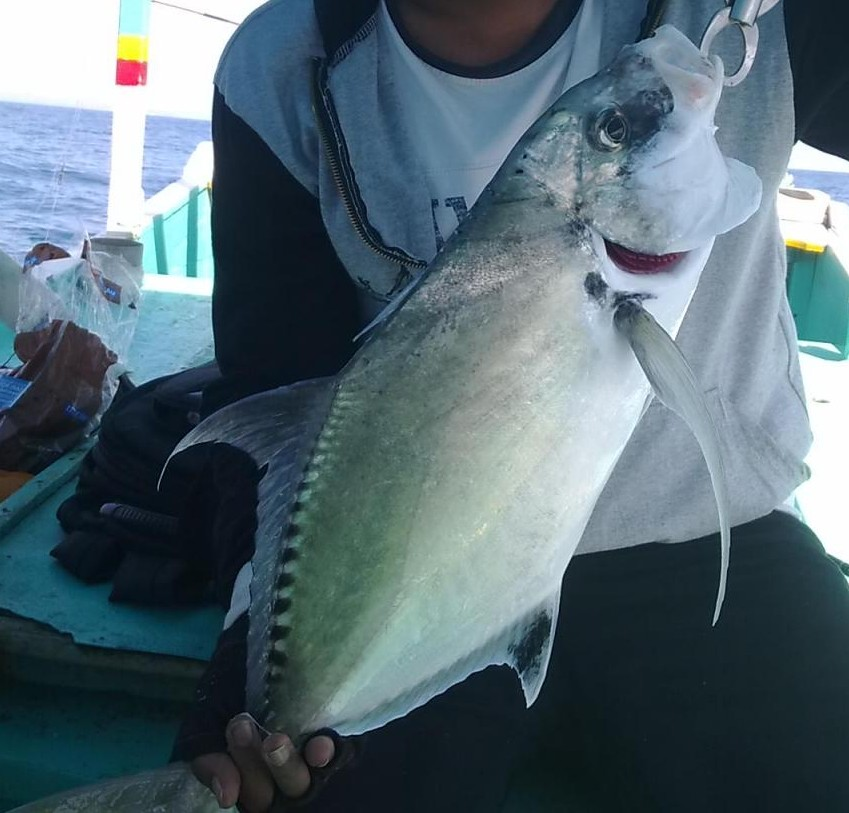
インドネシアのバリ島で釣り人によって釣り上げられた個体。

インド洋と太平洋西部の熱帯・亜熱帯域に散在する分布域をもつ。分布の西限はアフリカ東海岸で、南アフリカからタンザニアにかけて生息する。インド洋のより北部では、インド、スリランカを除いて記録が無い。太平洋では中国、韓国、東南アジア、インドネシア、フィリピンなどでみられる。生息域の東側では、北は台湾や日本、南はトンガやサモアなど多くの小さな島々に生息する。
日本では三重県以南の南日本、琉球列島でみられる。
ふつう水深15m以下の沿岸海域に生息する。岩礁やサンゴ礁の縁の急峻な崖にそって小型の群れを作り泳いでいるのがみられる。湾やエスチュアリーでもみられることがある。沈没船のまわりでもみられることがあり、一つの研究によれば、本種は船が沈んでから初めて船内に侵入してきた魚のうちの一種であったという。

## 生態
本種の生態に関してはほとんど知られていない。単独、あるいは小型の群れで行動し、小型の魚類や底生の甲殻類を捕食する肉食魚であることは分かっている。

## 人間との関係
本種は生息域の全域において漁業における重要性をほとんどもたない。混獲により漁獲されることがあるが、その取り扱いにおいてはふつう他のアジ科魚類と区別されない。しばしば底引きトロール網や、様々な種類の零細漁業で漁獲される。日本では刺身やムニエル、塩焼きなどにされ、食用魚として人気が高い。